# Автомобильная промышленность Азербайджана
Автомобильная промышленность Азербайджана — крупная отрасль транспортного машиностроения в Азербайджане.

## История
В 1978 году в Баку вступил в строй завод специализированных автомобилей (БЗСА), который начал сборку автомобилей-фургонов и рефрижераторов ПАЗ-37421 и ПАЗ-3742 на базе автобусов ПАЗ-672, за изображение пингвинов на задней двери кузова получивших прозвище «пингвин». Машиностроительный завод «Бакинский рабочий» выпускал автопоезда для перевозки труб применяемых при строительстве нефте- и газопроводов. Завод нефтепромыслового машиностроения имени Касимова в Баку строил специальные автомобили и лаборатории для нефтяных месторождений. Ремонтно-механический завод имени 26 Бакинских комиссаров производил агрегаты технического обслуживания на базе грузовиков ГАЗ. После прекращения производства рефрижераторов из машинокомплектов, оставшихся на БЗСА, была собрана партия автобусов БакАЗ-3219.

## Гянджинский автомобильный завод
Гянджинский автомобильный завод — это производитель автобусов и грузовых автомобилей. Строительство завода началось в 1986 году под названием КиАЗ (Кировобадский автомобильный завод), но из-за экономических проблем достройка завода была отложена. В декабре 2004 года Гянджинский автомобильный завод начал функционировать.
В 2005 году Гянджинский автомобильный завод подписал контракты с Китайскими автомобильными объединениями Changan и Lifan. 8 октября был выпущен первый китайский автомобиль на заводе в Гяндже.
На Гянджинском автомобильном заводе налажено производство грузовых автомобилей совместно с белорусской компанией МАЗ. В 2006 году был заключён договор с МАЗ о совместном производстве. Выпускаемая техника носит название Gəncə. На 2010 год выпускается 6 моделей данной марки. Также Гянджинским автомобильным заводом в 2005 году было заключено генеральное соглашение с Ульяновским автомобильным заводом. На 2010 год Гянджинским автомобильным заводом выпускается 6 моделей автомобилей УАЗ.
В 2007 году Гянджинский автомобильный завод приступил к выпуску тракторов марки «Беларусь» В 2009 году вышел с конвейера Гянджинского автомобильного завода 1000-й трактор «Беларусь». Также Гянджинский автомобильный завод выпускает автомобили марки «Ока». В апреле 2018 года на заводе состоялась церемония выпуска десятитысячного трактора «BELARUS».
В 2016 году Гянджинский автомобильный завод и Автомобильный завод «Урал» подписали контракт на сборку и реализацию автомобилей «Урал» в Азербайджане.

В 2017 году был подписан меморандум с представителями Чешского автомобильного завода по производстве в Азербайджане грузовиков марки Tatra.

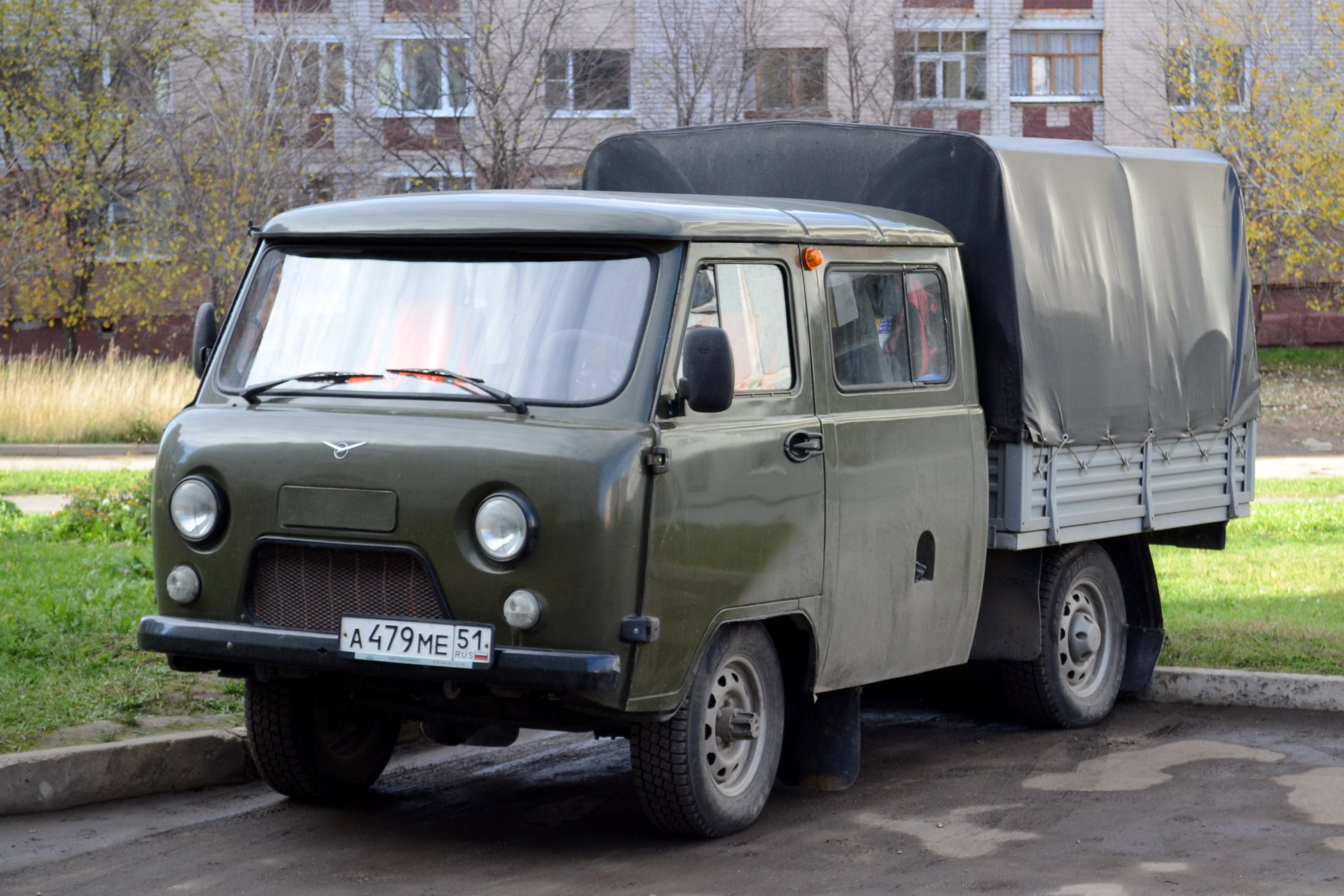
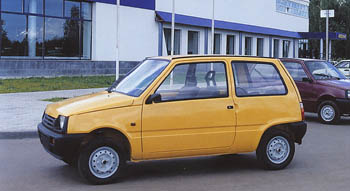
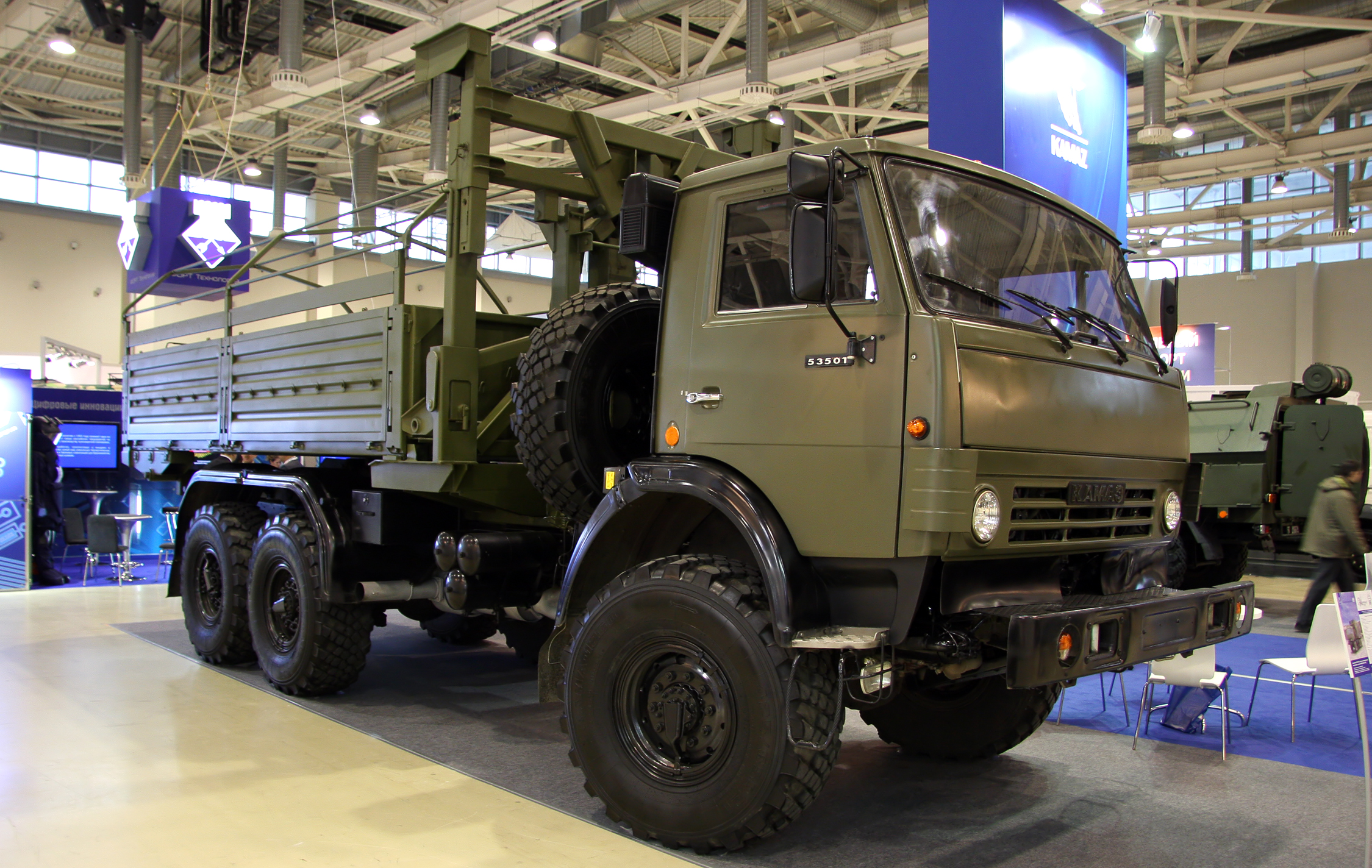
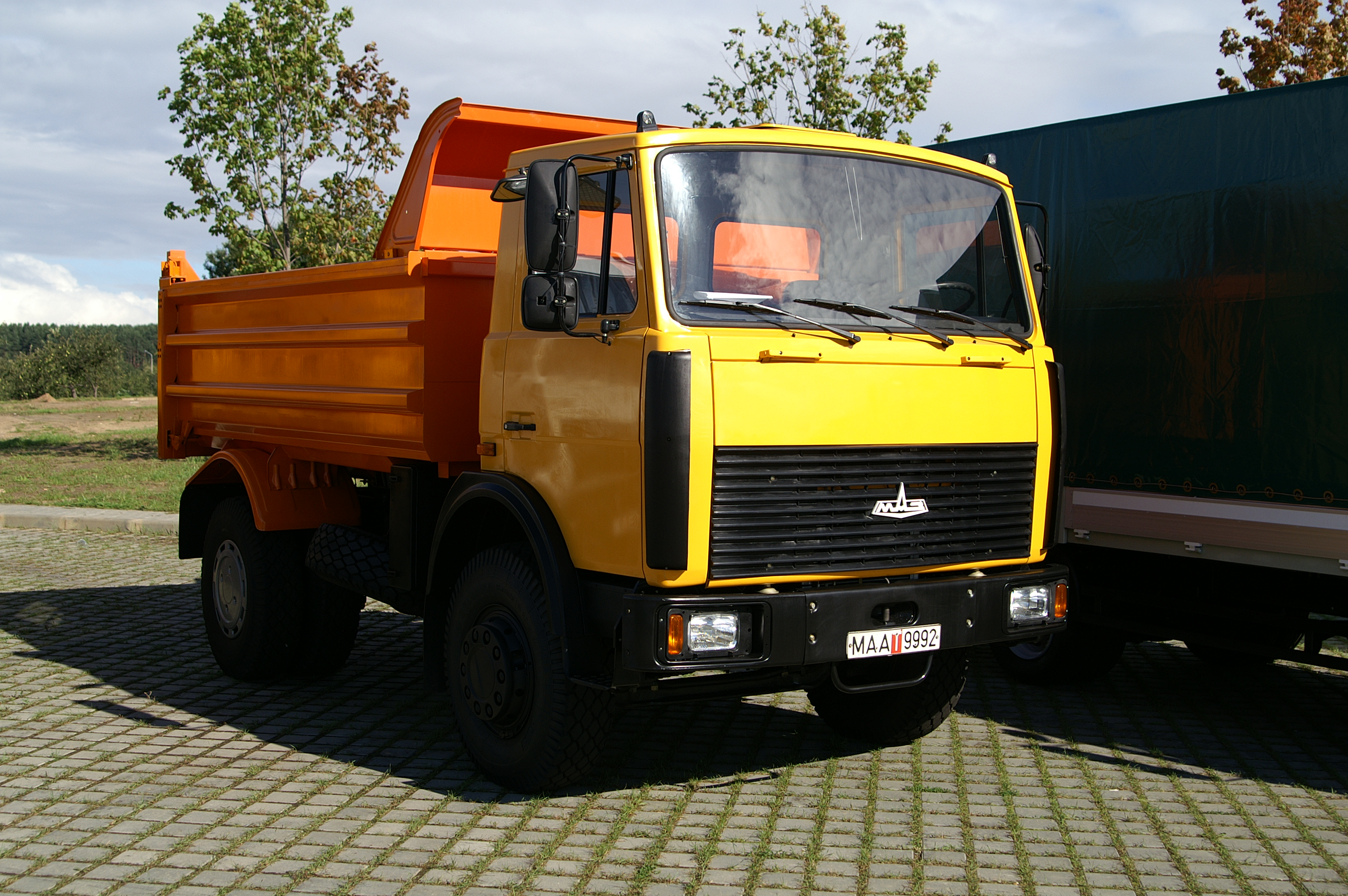
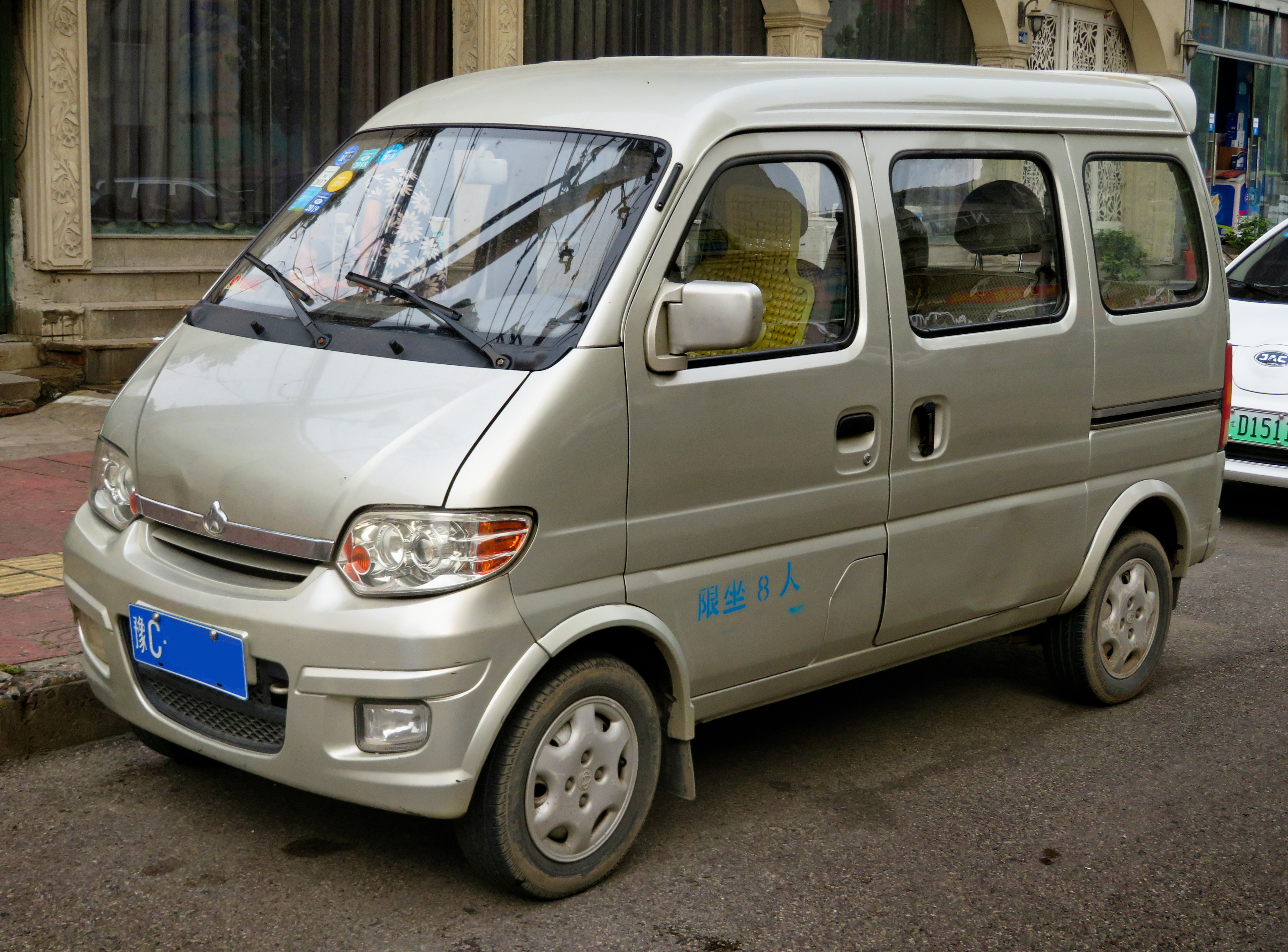
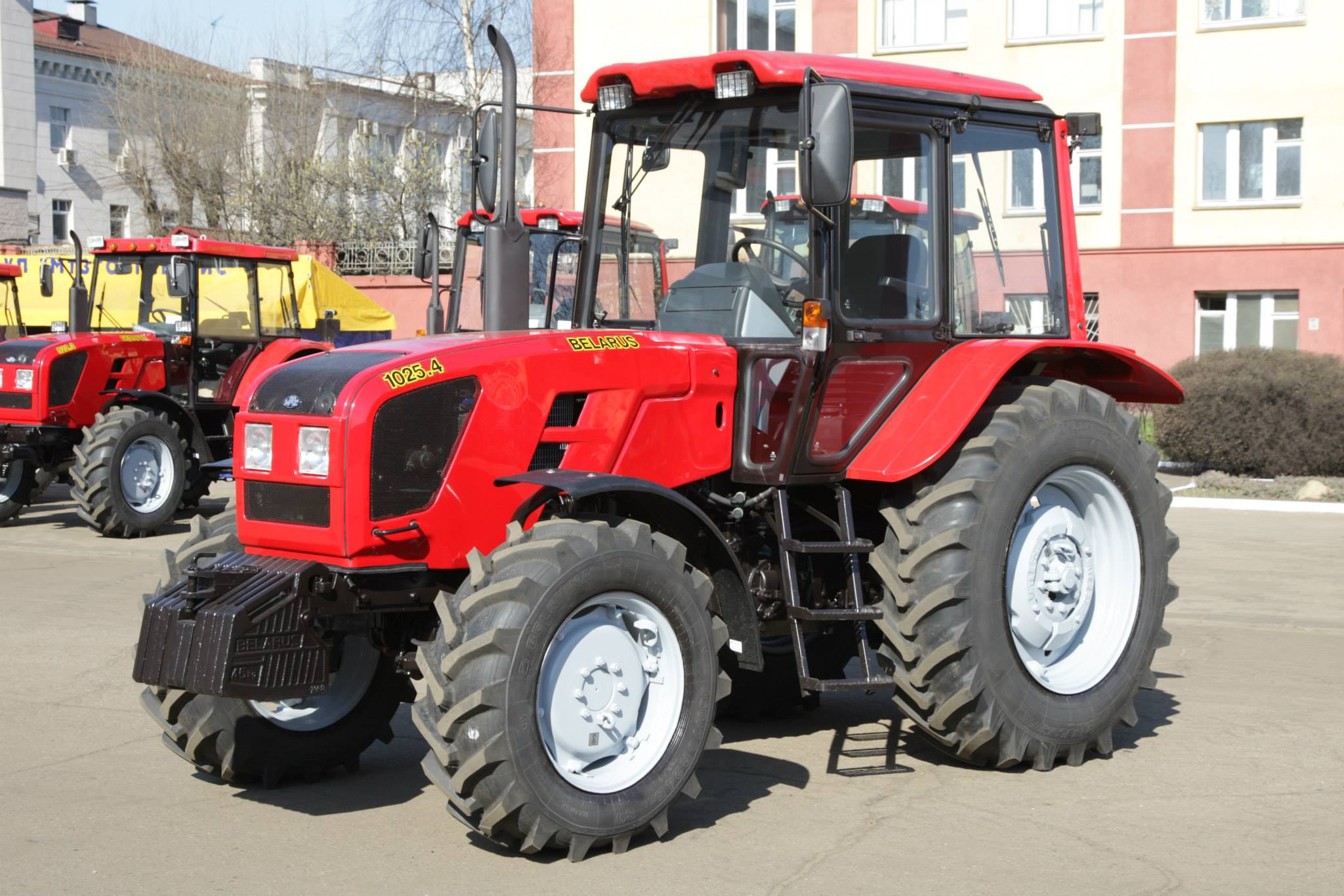
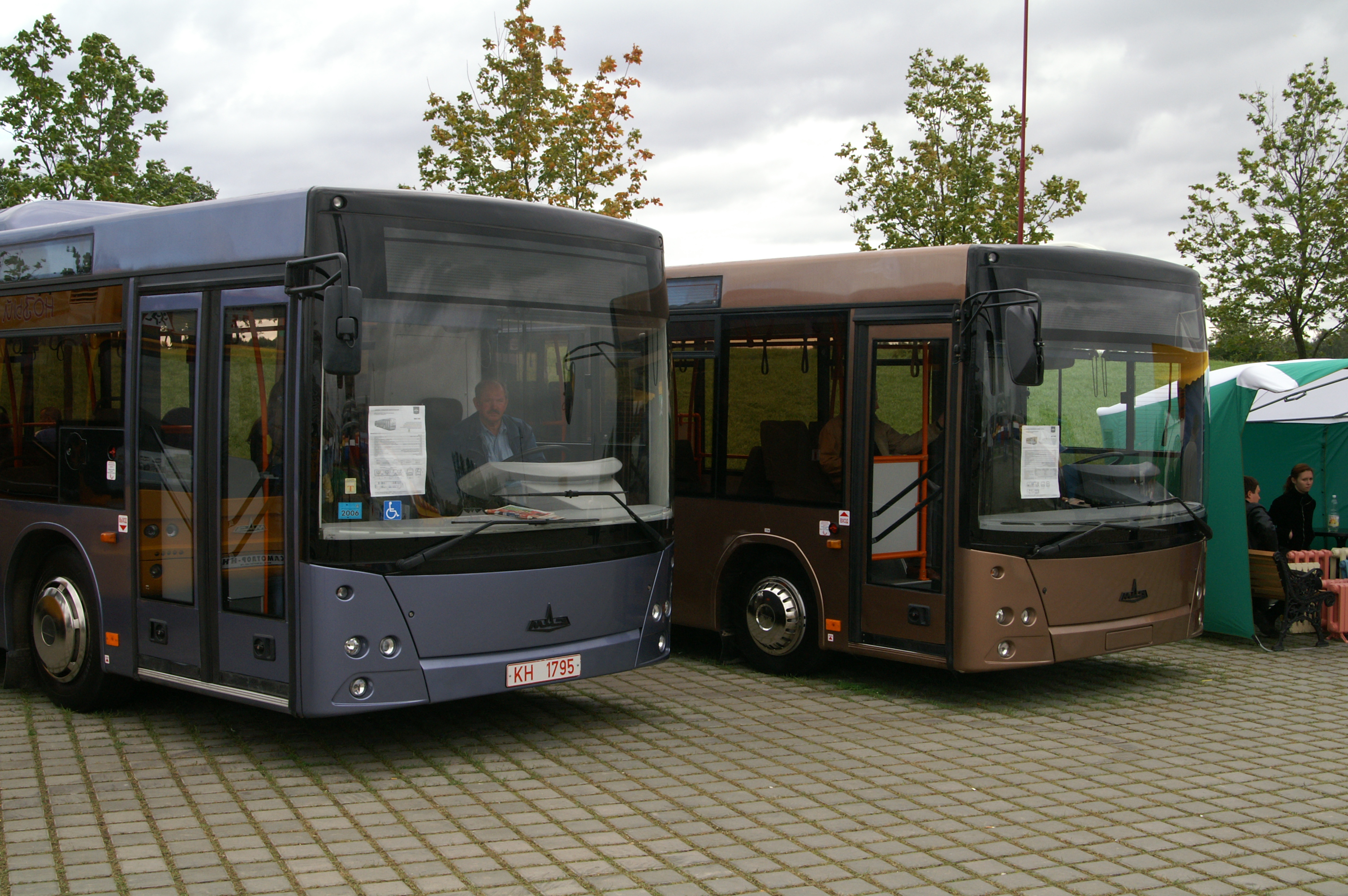

## Автомобильный завод «AzSamand»
В 2006 году при поддержке правительства Азербайджана в Шемахе группой компании «Evsen» был построен автомобильный завод. Производство автомобилей осуществляется в городе Шемахы. Автомобили данной марки выпускаются под названием Azsamand Aziz. С 2010 года совместно с Iran Khodro производит автомобили с дизельными двигателями.

## Нахичеванский автомобильный завод
Завод основан в 1993 году.

В 2009 году в Пекине между Нахичеванским автомобильным заводом и китайской компанией Lifan был заключён контракт на производство автомобилей. На заводе запланирован сбор четырёх модификаций автомобилей под брендом Lifan-NAZ: модели Lifan-320, Lifan-520 (седан и хетчбэк) и Lifan-620. В 2011 году планировалось собрать 1000—1500 автомобилей в том числе и с автоматической коробкой передач.

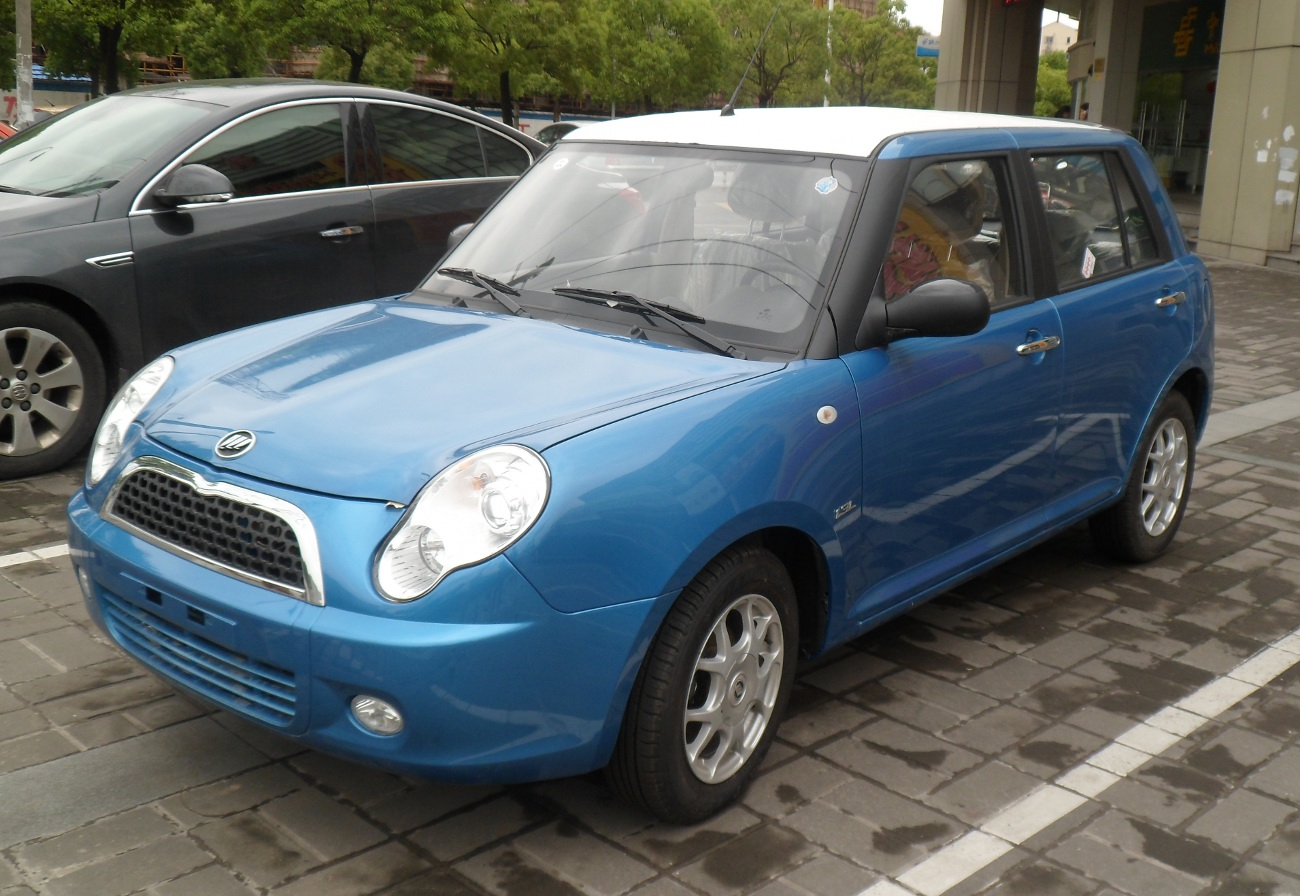
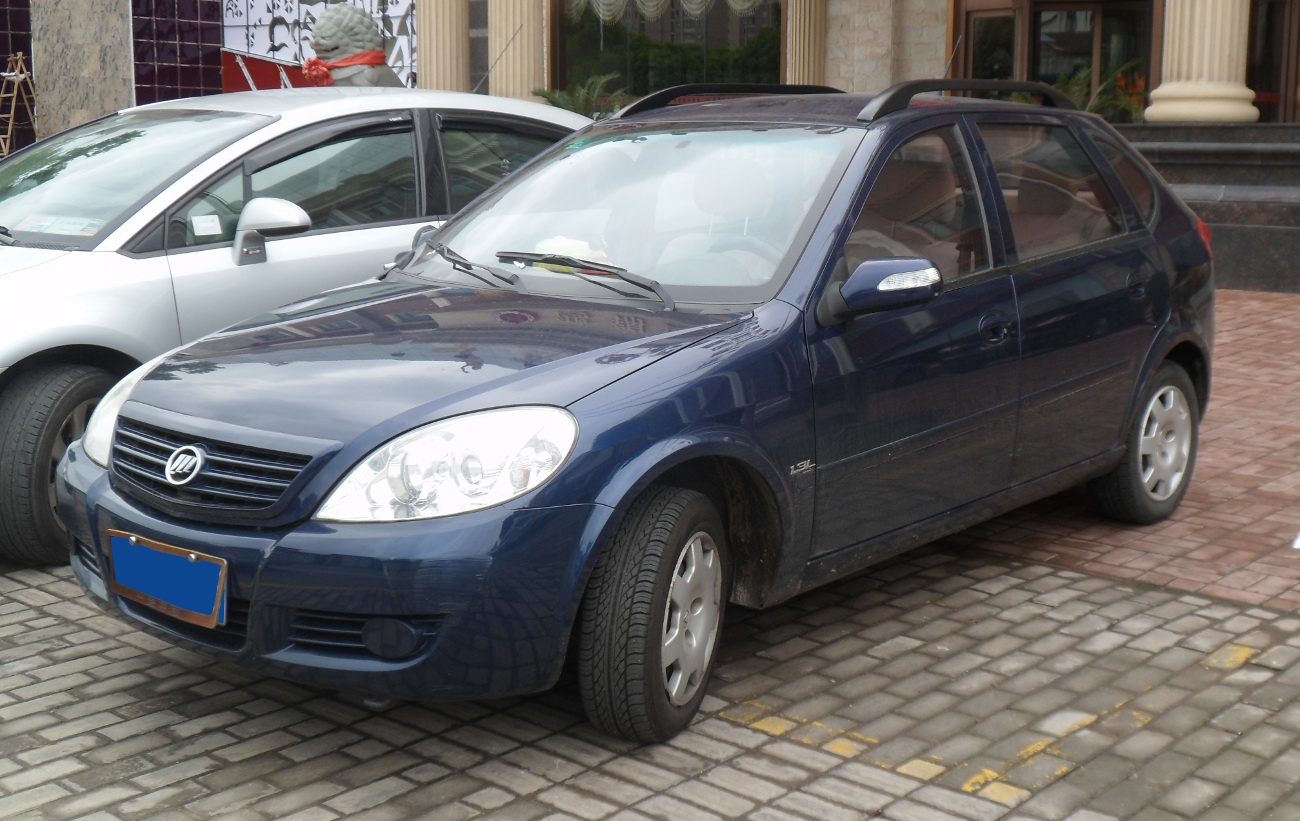
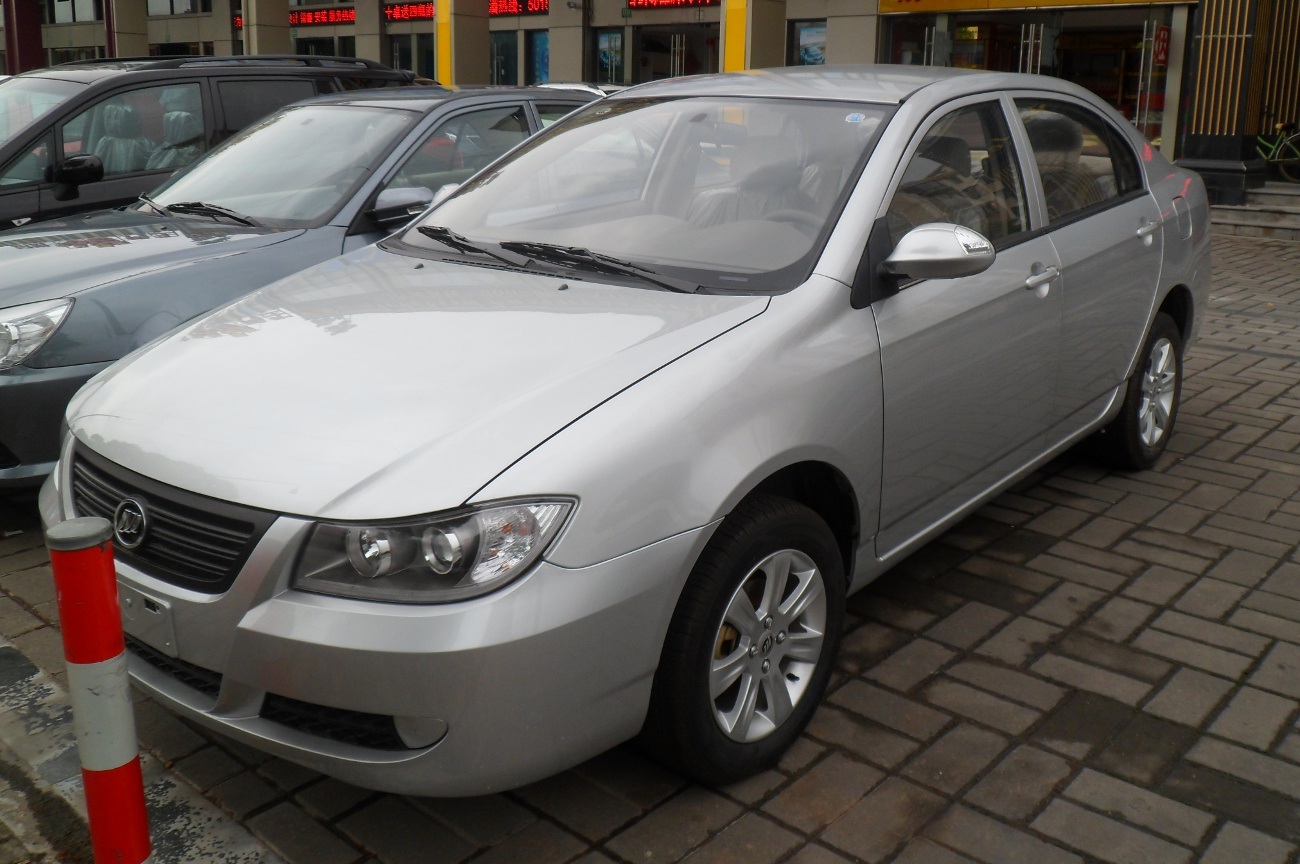
Lifan
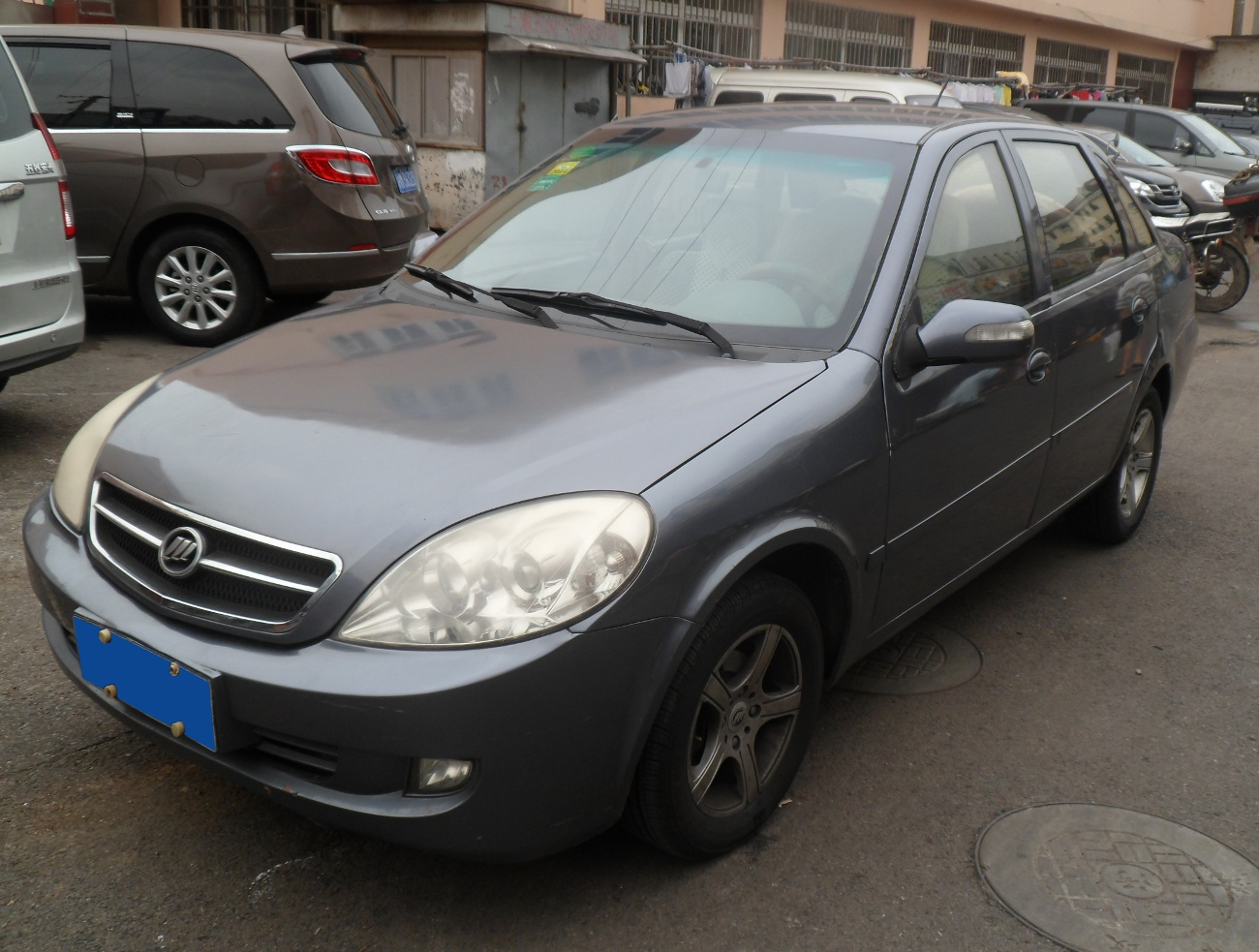
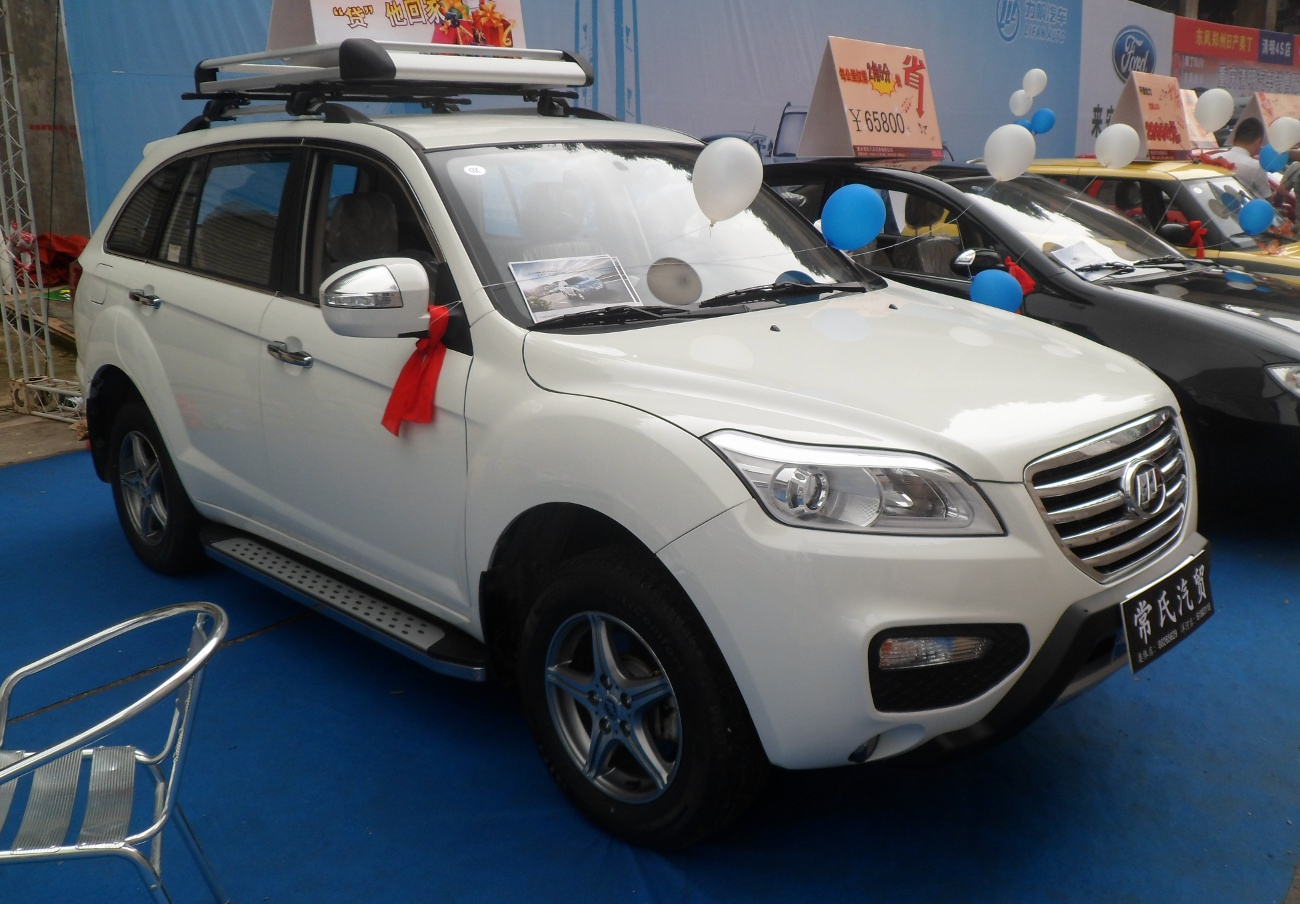

## ООО «Азермаш»
СП ООО «Азермаш» осуществляет сборку автомобилей Chevrolet Damas, Labo, Lacetti, Tracker, Malibu, Chevrolet Nexia, Cobalt, Peugeot-407. Совместно с группой ГАЗ осуществляется сборка 7 моделей ГАЗ, в том числе автомобилей «ГАЗель NEXT» и грузовиков «ГАЗон NEXT».
Производятся автомобили «Khazar».
Производимые автомобили соответствуют стандартам Евро-5.
Заводы «Азермаш» расположены в городе Гаджигабул, на территории Гаджигабульского промышленного квартала, и на территории Нефтчалинского промышленного квартала.
В 2019 году ООО «Азермаш» произвело 2 000 автомобилей. В 2020 году — более 1 800.

Учредителями ООО «Азермаш» являются «Iran Khodro» (Иран) и «AzEuroCar» (Азербайджан).

## ООО «Az-Tex-Import»
ООО «Az-Tex-Import» на территории Сумгаитского химического промышленного парка в апреле 2022 началось производство грузовиков Iveco и автомобилей специального назначения.

## Иные проекты
В 2018 году на территории свободных экономических зон Азербайджана началось производство автомобилей. В 2018 году в данной зоне было произведено 712 автомобилей. В 2023 году это число достигло 4 233.
13 ноября 2024 года между Азербайджаном и компанией BYD подписано соглашение о локализации производства электробусов в Азербайджане. Завод будет построен на территории Сумгаитского химического промышленного парка. BYD вложит в проект 17,1 млн долл. Планируется производство до 500 электробусов в год. К 2030 году планируется достичь уровня локализации запасных частей в 40 %.

## Импорт
| № | Год  | Количество | Стоимость (долл. США) |
| - | ---- | ---------- | --------------------- |
| 1 | 2020 | 53 729     | 647 596,79            |
| 2 | 2021 | 91 194     | 935 225,33            |
| 3 | 2022 | 74 577     | 1 057 792,37          |
| 4 | 2023 | 95 971     | 1 680 652,85          |
| 5 | 2024 | 91 838     | 1 844 157,04          |